# Sci alpino ai XV Giochi olimpici invernali - Combinata maschile
Tra le competizioni dello sci alpino ai XV Giochi olimpici invernali di Calgary 1988 la combinata maschile si disputò martedì 16 e mercoledì 17 febbraio sulle piste di Nakiska; l'austriaco Hubert Strolz vinse la medaglia d'oro, il suo connazionale Bernhard Gstrein quella d'argento e lo svizzero Paul Accola quella di bronzo.
La combinata tornò a far parte del programma olimpico per la prima volta dopo Sankt Moritz 1948, quindi detentore uscente del titolo era ancora il francese Henri Oreiller, che aveva vinto la gara dei V Giochi olimpici invernali disputata sui tracciati di Sankt Moritz precedendo lo svizzero Karl Molitor (medaglia d'argento) e il francese James Couttet (medaglia di bronzo); il campione mondiale in carica era il lussemburghese Marc Girardelli, vincitore a Crans-Montana 1987 davanti allo svizzero Pirmin Zurbriggen e all'austriaco Günther Mader.

## Risultati
| Pos. | Pett. | Atleta                 | Nazione          | Tempo discesa libera | Pos. discesa libera | Tempo slalom speciale | Pos. slalom speciale | Punti  |     |
| ---- | ----- | ---------------------- | ---------------- | -------------------- | ------------------- | --------------------- | -------------------- | ------ | --- |
| 1    | 26    | Hubert Strolz          | Austria          | 1:48,51              | 5                   | 1:27,31               | 7                    | 36,55  |     |
| 2    | 38    | Bernhard Gstrein       | Austria          | 1:50,20              | 15                  | 1:25,82               | 3                    | 43,45  |     |
| 3    | 34    | Paul Accola            | Svizzera         | 1:51,27              | 24                  | 1:24,93               | 1                    | 48,24  |     |
| 4    | 5     | Luc Alphand            | Francia          | 1:49,60              | 13                  | 1:28,47               | 10                   | 57,73  |     |
| 5    | 37    | Peter Jurko            | Cecoslovacchia   | 1:50,29              | 19                  | 1:27,61               | 8                    | 58,56  |     |
| 6    | 35    | Jean-Luc Crétier       | Francia          | 1:50,04              | 14                  | 1:28,52               | 11                   | 62,98  |     |
| 7    | 4     | Markus Wasmeier        | Germania Ovest   | 1:49,32              | 8                   | 1:29,84               | 13                   | 65,44  |     |
| 8    | 31    | Adrián Bíreš           | Cecoslovacchia   | 1:50,24              | 16                  | 1:28,94               | 12                   | 68,49  |     |
| 9    | 40    | Finn Christian Jagge   | Norvegia         | 1:54,66              | 33                  | 1:26,14               | 4                    | 95,20  |     |
| 10   | 24    | Niklas Henning         | Svezia           | 1:51,16              | 23                  | 1:31,17               | 15                   | 96,25  |     |
| 11   | 52    | Armin Bittner          | Germania Ovest   | 1:55,42              | 35                  | 1:25,64               | 2                    | 99,64  |     |
| 12   | 8     | Christophe Plé         | Francia          | 1:49,06              | 6                   | 1:34,98               | 18                   | 103,12 |     |
| 13   | 54    | Thomas Stangassinger   | Austria          | 1:54,70              | 34                  | 1:27,69               | 9                    | 107,86 |     |
| 14   | 41    | Gregor Hoop            | Liechtenstein    | 1:53,21              | 29                  | 1:30,63               | 14                   | 114,62 |     |
| 15   | 1     | Bernhard Fahner        | Svizzera         | 1:51,78              | 26                  | 1:33,37               | 17                   | 120,44 |     |
| 16   | 57    | Paul Frommelt          | Liechtenstein    | 1:56,82              | 40                  | 1:26,53               | 5                    | 122,11 |     |
| 17   | 6     | Peter Dürr             | Germania Ovest   | 1:48,30              | 4                   | 1:38,68               | 23                   | 123,92 |     |
| 18   | 55    | Oswald Tötsch          | Italia           | 1:57,83              | 43                  | 1:26,64               | 6                    | 134,13 |     |
| 19   | 19    | Don Stevens            | Canada           | 1:50,97              | 22                  | 1:36,45               | 20                   | 135,80 |     |
| 20   | 42    | Robert Büchel          | Liechtenstein    | 1:53,96              | 32                  | 1:32,38               | 16                   | 136,69 |     |
| 21   | 27    | Katsuhito Kumagai      | Giappone         | 1:52,10              | 28                  | 1:35,99               | 19                   | 144,64 |     |
| 22   | 16    | Hannes Zehentner       | Germania Ovest   | 1:49,16              | 7                   | 1:46,85               | 25                   | 197,86 |     |
| 23   | 48    | Juan Pablo Santiagos   | Cile             | 1:58,52              | 45                  | 1:37,09               | 21                   | 224,18 |     |
| 24   | 43    | Jorge Birkner          | Argentina        | 1:59,37              | 46                  | 1:38,41               | 22                   | 243,98 |     |
| 25   | 53    | Giannis Stamatiou      | Grecia           | 2:07,51              | 47                  | 1:40,13               | 24                   | 347,39 |     |
| 26   | 17    | Martin Bell            | Regno Unito      | 1:49,54              | 10                  | 2:14,83               | 26                   | 136,69 |     |
|      | 7     | Pirmin Zurbriggen      | Svizzera         | 1:46,90              | 1                   | DNF                   | DNF                  | DNF    | DNF |
|      | 2     | Franck Piccard         | Francia          | 1:47,38              | 2                   | DNF                   | DNF                  | DNF    | DNF |
|      | 10    | Lars-Börje Eriksson    | Svezia           | 1:49,52              | 9                   | DNF                   | DNF                  | DNF    | DNF |
|      | 28    | Günther Mader          | Austria          | 1:49,56              | 11                  | DNF                   | DNF                  | DNF    | DNF |
|      | 3     | Danilo Sbardellotto    | Italia           | 1:49,57              | 12                  | DNF                   | DNF                  | DNF    | DNF |
|      | 11    | Atle Skårdal           | Norvegia         | 1:50,27              | 18                  | DNF                   | DNF                  | DNF    | DNF |
|      | 22    | A J Kitt               | Stati Uniti      | 1:50,42              | 20                  | DNF                   | DNF                  | DNF    | DNF |
|      | 12    | Igor Cigolla           | Italia           | 1:50,86              | 21                  | DNF                   | DNF                  | DNF    | DNF |
|      | 29    | Martin Hangl           | Svizzera         | 1:51,48              | 25                  | DNF                   | DNF                  | DNF    | DNF |
|      | 14    | Jan Einar Thorsen      | Norvegia         | 1:51,89              | 27                  | DNF                   | DNF                  | DNF    | DNF |
|      | 46    | Felix McGrath          | Stati Uniti      | 1:53,35              | 30                  | DNF                   | DNF                  | DNF    | DNF |
|      | 33    | Dieter Linneberg       | Cile             | 1:55,97              | 37                  | DNF                   | DNF                  | DNF    | DNF |
|      | 39    | Niklas Lindqvist       | Svezia           | 1:56,63              | 39                  | DNF                   | DNF                  | DNF    | DNF |
|      | 50    | Javier Rivara          | Argentina        | 1:58,28              | 44                  | DNF                   | DNF                  | DNF    | DNF |
|      | 13    | Felix Belczyk          | Canada           | 1:48,24              | 3                   | DSQ                   | DSQ                  | DSQ    | DSQ |
|      | 23    | Graham Bell            | Regno Unito      | 1:50,25              | 17                  | DSQ                   | DSQ                  | DSQ    | DSQ |
|      | 51    | Sergej Petrik          | Unione Sovietica | 1:55,82              | 36                  | DSQ                   | DSQ                  | DSQ    | DSQ |
|      | 49    | Konstantin Čistjakov   | Unione Sovietica | 1:55,99              | 38                  | DSQ                   | DSQ                  | DSQ    | DSQ |
|      | 44    | Hubertus von Hohenlohe | Messico          | 1:57,42              | 41                  | DSQ                   | DSQ                  | DSQ    | DSQ |
|      | 45    | Paulo Oppliger         | Cile             | 1:57,65              | 42                  | DSQ                   | DSQ                  | DSQ    | DSQ |
|      | 56    | Silvio Wille           | Liechtenstein    | 2:21,71              | 48                  | DSQ                   | DSQ                  | DSQ    | DSQ |
|      | 30    | Boris Duncan           | Regno Unito      | 1:53,40              | 31                  | DNS                   | DNS                  | DNS    | DNS |
|      | 15    | Rob Boyd               | Canada           | DNF                  | DNF                 | DNF                   | DNF                  | DNF    | DNF |
|      | 18    | Jeff Olson             | Stati Uniti      | DNF                  | DNF                 | DNF                   | DNF                  | DNF    | DNF |
|      | 21    | Bill Hudson            | Stati Uniti      | DNF                  | DNF                 | DNF                   | DNF                  | DNF    | DNF |
|      | 25    | Mike Carney            | Canada           | DNF                  | DNF                 | DNF                   | DNF                  | DNF    | DNF |
|      | 32    | Nils Linneberg         | Cile             | DNF                  | DNF                 | DNF                   | DNF                  | DNF    | DNF |
|      | 47    | Simon Wi Rutene        | Nuova Zelanda    | DNF                  | DNF                 | DNF                   | DNF                  | DNF    | DNF |
|      | 20    | Steven Lee             | Australia        | DSQ                  | DSQ                 | DSQ                   | DSQ                  | DSQ    | DSQ |
|      | 36    | Peter Forras           | Australia        | DSQ                  | DSQ                 | DSQ                   | DSQ                  | DSQ    | DSQ |
|      | 9     | Marc Girardelli        | Lussemburgo      | DNS                  | DNS                 | DNS                   | DNS                  | DNS    | DNS |

Legenda:

DNF = prova non completata

DSQ = squalificato

DNS = non partito

Pos. = posizione

Pett. = pettorale
Discesa libera

Data: 16 febbraio

Ore: 11.30 (UTC-7)

Pista: Men's Olympic Downhill

Partenza: 2 342 m s.l.m.

Arrivo: 1 538 m s.l.m.

Lunghezza: 2 967 m

Dislivello: 804 m

Porte: 36

Tracciatore: Heinz Stohl (Canada)
Slalom speciale

Data: 17 febbraio

Pista: Men's Olympic Slalom (Red Crow)

Partenza: 2 051 m s.l.m.

Arrivo: 1 875 m s.l.m.

Dislivello: 176 m

1ª manche:

Ore: 10.30 (UTC-7)

Porte: 55

Tracciatore: Jacques Reymond (Svizzera)

2ª manche:

Ore: 13.30 (UTC-7)

Porte: 57

Tracciatore: Maurice Adrait (Francia)